# Ramón Broca
Ramón Broca (Madrid, 1815 - idm. 1849) fou un músic espanyol del Romanticisme.
Va ser distingit solista del clarinet, tenint per alumne d'aquest instrument quant era professor del Conservatori de Madrid (1837), al que més tard seria famós compositor Francisco Asenjo Barbieri, també fou professor de corn anglès i oboè en el mateix conservatori. Va ser músic de la reial capella i del teatro Real.